# Enigmapelma longicollis
Enigmapelma longicollis är en stekelart som först beskrevs av Jean Risbec 1952.  Enigmapelma longicollis ingår i släktet Enigmapelma och familjen hoppglanssteklar. Inga underarter finns listade i Catalogue of Life.